# Klaus Fischer-Dieskau
Klaus Fischer-Dieskau (* 2. Januar 1921 in Berlin; † 19. Dezember 1994 ebenda) war ein deutscher Kirchenmusiker und Chorleiter. Er war der Bruder des Sängers Dietrich Fischer-Dieskau und Nachfahre des Hymnologen Albert Fischer.

## Leben

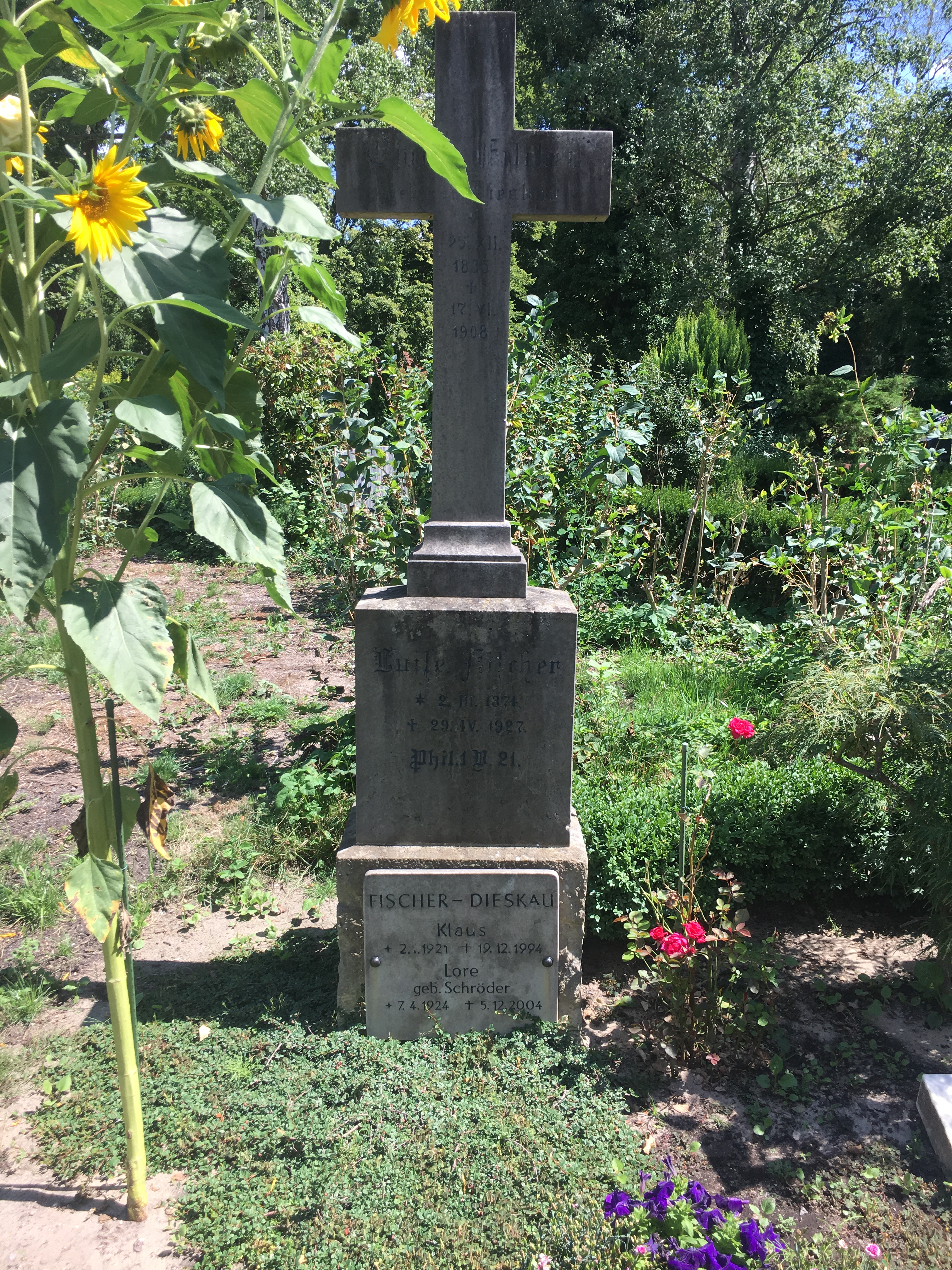
Grab von Klaus Fischer-Dieskau auf dem Friedhof Zehlendorf in Berlin

1953 gründete Fischer-Dieskau den Berliner Hugo-Distler-Chor, dessen Leiter er bis 1989 blieb. Nach 1969 war er kurzzeitig neben Karl-Heinz Kaiser und Christian Schlicke kommissarischer Leiter des Staats- und Domchors Berlin.
Klaus Fischer-Dieskau starb 1994 im Alter von 73 Jahren in Berlin. Seine letzte Ruhestätte fand er auf dem Friedhof Zehlendorf.

## Ehrungen
Am 1. Oktober 1989 wurde ihm der Verdienstorden des Landes Berlin verliehen.